# Еріх Фішер
Еріх Фішер (нім. Erich Fischer; 27 січня 1922, Марбург — 13 липня 1988) — німецький офіцер-підводник, оберлейтенант-цур-зее крігсмаріне.

## Біографія
23 вересня 1940 року вступив на флот. З вересня 1942 року — вахтовий офіцер в 5-й флотилії. З березня 1943 року — 1-й вахтовий офіцер на підводному човні U-363. З червня 1944 року — вахтовий офіцер в 11-й флотилії. З листопада 1944 по січень 1945 року пройшов курс командира човна. З 25 січня по 28 лютого 1945 року — командир U-137. В березні переданий в розпорядження 22-ї флотилії, проте більше не отримав призначень.

## Звання
- Кандидат в офіцери (23 вересня 1940)
- Морський кадет (1940)
- Фенріх-цур-зее (1 серпня 1941)
- Оберфенріх-цур-зее (1 липня 1942)
- Лейтенант-цур-зее (1 січня 1943)
- Оберлейтенант-цур-зее (1 жовтня 1944)